# Steve Booth (rugby)
Pour les articles homonymes, voir Booth.
Pas d'image ? Cliquez ici

a Compétitions nationales et continentales officielles uniquement.

b Matchs officiels uniquement.
Dernière mise à jour le 14 février 2012.
Steven Elliott Booth dit Steve Booth, né le 18 septembre 1976 à Pontefract et mort le 13 août 2019 à Leicester, est un joueur de rugby à XV anglais qui évolue au poste de demi de mêlée ou d'ailier.

## Biographie
Steve Booth débute au rugby à XV pendant sept années comme demi de mêlée. il est originaire de Castleford, dominé par le rugby à XIII, il change donc de code. Il joue d'abord avec le Oulton ARL puis avec les Huddersfield Giants et les Doncaster Dragons avant de revenir au rugby à XV. Il signe pendant l'été 2000 avec le club des Leicester Tigers. En cinq saisons avec Leicester,, il remporte quatre trophées majeurs : le Championnat d'Angleterre de rugby à XV en 2001 et 2002 et la coupe d'Europe en 2001 et 2002. Il inscrit 26 essais en 71 matchs. Il connaît des sélections en Angleterre A et à sept. En 2004, il s'engage avec le club de Bath Rugby. En 2008, il joue avec le Boston RC.
Il meurt le 13 août 2019 à Leicester.

## Palmarès
- Champion d'Angleterre : 2001, 2002
- Vainqueur de la coupe d'Europe : 2001, 2002